# Solanum ombrophilum
Solanum ombrophilum är en potatisväxtart som beskrevs av Henri François Pittier och Sandra Diane Knapp. Solanum ombrophilum ingår i släktet skattor som ingår i familjen potatisväxter. Inga underarter finns listade i Catalogue of Life.